# Homokai Kocsis László

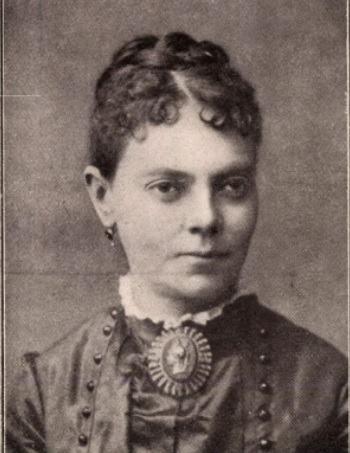
Homokai Kocsis Lászlóné, Tóthi-Barna (Bakó) Mari portréja a Magyar színművészeti lexikonban (1929)

Homokai Kocsis László, Homokay Kotsis (Kecskemét, 1838. december 22. – Dés, 1926. október 11.) színész, színigazgató.

## Életútja
Kotsis László és Sánta Zsuzsanna fiaként született, 1838. december 23-án keresztelték. Színipályára lépett 1857. április 14-én, Lángh Boldizsár társulatánál. Több különböző vidéki társulatnak volt a tagja, majd 1870-ben saját maga is társulatot szervezett és színigazgató lett Szamosújvár–Marosvásárhely–Dés–Nagybánya állomáshelyeken. 1873-ban Békéscsabán is megfordultak, ahol előadták a „Hinkó a hóhér legény“ című drámát. Erről a következő kritikát írta a Békés 1873. március 16-ai száma: "Fő szereplője Henriko — Homokay személyében — csinos színpadi alak, hangja kellemes s értelmes, észrevehető azonban rajta, hogy rászorul a súgóra. Igyekezzék több gondot forditani szerepe betanulására, s dicséretet arat." 1895. októbertől három hónapig játszott Homokai társulata Zilahon, ezt három évvel később Ady Endre is megörökítette versben: „Hogy Zilah rajong Tháliáért/És szellem-kosztra éhezett.../ Homokay is ott telelt volt. . . / (Óh, édes, szép emlékezet!) ...". 1915. október 4-én Désen nyugdíjba vonult.
Felesége Tóthi-Barna (Bakó) Mari, színésznő; (akinek apja Barna Bálint színész volt, aki született 1801-ben, színész lett 1832. február havában, anyja pedig Koós Karolina/Varga Katalin, színésznő lett 1843-ban.) született 1841. augusztus 23-án, 1857-ben lépett a színipályára. 1863. április 13-án kötöttek házasságot a szeged-belvárosi római katolikus plébánián. 1887. január 14-én Szatmárt megülte 30 éves jubileumát. Elhunyt 1888-ban Szamosújvárt.